# Goodbyes
Goodbyes è un singolo del rapper statunitense Post Malone, pubblicato il 5 luglio 2019 come secondo estratto dal terzo album in studio Hollywood's Bleeding.

## Descrizione
Quattordicesima traccia dell'album, Goodbyes, che vede la partecipazione del rapper statunitense Young Thug, è un brano appartenente alla trap.

## Video musicale
Il video musicale, reso disponibile in concomitanza con l'uscita del brano attraverso il canale YouTube di Malone, è stato diretto da Colin Tilley.

## Tracce
Testi e musiche di Austin Post, Jeffery Williams, Brian Lee, Louis Bell, Billy Walsh, Val Blavatnik e Jessie Lauryn Foutz.
1. Goodbyes (feat. Young Thug) – 2:54

## Formazione
Musicisti
- Post Malone – voce
- Young Thug – voce aggiuntiva
- Brian Lee – programmazione, strumentazione
- Louis Bell – programmazione, strumentazione

Produzione
- Brian Lee – produzione
- Louis Bell – produzione, produzione vocale, registrazione
- Manny Marroquin – missaggio
- Chris Galland – assistenza al misaggio
- Robin Florent – assistenza al misaggio
- Scott Desmarais – assistenza al misaggio
- Jeremie Inhaber – assistenza al missaggio
- Mike Bozzi – mastering

## Successo commerciale
Goodbyes ha debuttato alla 3ª posizione della Billboard Hot 100, diventando la settima canzone di Post Malone a raggiungere la top ten e la seconda di Young Thug. Ha accumulato 40,8 milioni di riproduzioni in streaming nella sua prima settimana, 41 000 copie digitali vendute e un'audience radiofonica pari a 22,9 milioni di ascoltatori, riuscendo ad entrare alla seconda posizione in entrambe le classifiche dedicate allo streaming e alle vendite digitali, e alla 49ª in quella radiofonica.

## Classifiche

### Classifiche settimanali
| Classifica (2019) | Posizione massima |
| ----------------- | ----------------- |
| Australia         | 5                 |
| Austria           | 8                 |
| Belgio (Fiandre)  | 22                |
| Belgio (Vallonia) | 51                |
| Canada            | 5                 |
| Corea del Sud     | 157               |
| Danimarca         | 7                 |
| Estonia           | 4                 |
| Finlandia         | 4                 |
| Francia           | 47                |
| Germania          | 16                |
| Grecia            | 2                 |
| Irlanda           | 4                 |
| Islanda           | 12                |
| Italia            | 41                |
| Lettonia          | 2                 |
| Lituania          | 3                 |
| Malaysia          | 3                 |
| Norvegia          | 6                 |
| Nuova Zelanda     | 4                 |
| Paesi Bassi       | 5                 |
| Portogallo        | 4                 |
| Regno Unito       | 5                 |
| Repubblica Ceca   | 6                 |
| Romania           | 17                |
| Singapore         | 4                 |
| Slovacchia        | 2                 |
| Spagna            | 85                |
| Stati Uniti       | 3                 |
| Svezia            | 4                 |
| Svizzera          | 12                |
| Ungheria          | 3                 |

### Classifiche di fine anno
| Classifica (2019) | Posizione |
| ----------------- | --------- |
| Australia         | 35        |
| Austria           | 51        |
| Belgio (Fiandre)  | 95        |
| Canada            | 32        |
| Danimarca         | 61        |
| Germania          | 90        |
| Islanda           | 85        |
| Lettonia          | 40        |
| Norvegia          | 38        |
| Nuova Zelanda     | 42        |
| Paesi Bassi       | 34        |
| Portogallo        | 38        |
| Regno Unito       | 79        |
| Romania           | 90        |
| Stati Uniti       | 30        |
| Svezia            | 69        |
| Svizzera          | 60        |
| Ungheria          | 32        |
| Classifica (2020) | Posizione |
| Portogallo        | 120       |